# 袁佳琴
袁佳琴（1919年—2014年9月15日），女，汉族，辽宁铁岭人，中国眼科学家，曾任天津医学院教授、博士生导师，第五届全国人大代表。